# Lillån, Virserum
För andra betydelser, se Lillån.
Lillån är ett fem kilometer långt biflöde till Virserumsån i Hultsfreds kommun.
Lillån följer Virserumsåsens nordsida och sträcker sig från Äsens utlopp till mynningen i Virserumsån vid Pythagorasbron i Virserum. I åns övre ända flyter den genom ett par kärrmarker och passerar därefter en ravin med branta sidor, med relativa höjdskillnaden på uppemot 60 meter. De sista 1,5 kilometrarna, från Lilleström ner till Virserumsån flyter ån genom uppodlade torvmarker och är uträtad.
Ån faller 38 meter varav 11 meter vid Äsens utlopp, där det finns en damm och där ån är reglerad för ett kraftverk. 
1,5 kilometer uppströms Virserum ligger Lillefors, en välbevarad liten kulturmiljö från 1880-talet med en tidigare möbelverkstad. Vid den före detta möbelindustrin finns en damm med dammluckor i trä som reglerar vattennivån i dammen.